# Diaphus dumerilii
Diaphus dumerilii és una espècie de peix de la família dels mictòfids i de l'ordre dels mictofiformes.

## Morfologia
- Els mascles poden assolir 8,7 cm de longitud total.[4][5]

## Depredadors
A Namíbia és depredat per Merluccius capensis i Merluccius paradoxus, al Brasil per Zenopsis conchifera i Illex argentinus, i a Mèxic per Astronesthes similus.

## Hàbitat
És un peix marí i d'aigües subtropicals que viu fins als 805 m de fondària.

## Distribució geogràfica
Es troba a l'Atlàntic, incloent-hi les Illes Canàries.